# Антиангінальний засіб
Антиангінальними засобами є ліки, які використовуються для лікування стенокардії, симптому ішемічної хвороби серця.
Ішемія міокарда виникає внаслідок дисфункції коронарних судин, що призводить до порушення постачання кисню та поживних речовин до серцевого м'яза (міокарда). Патофізіологічні механізми, що лежать в основі цього явища, охоплюють низку чинників, включаючи атеросклероз епікардіальних коронарних артерій, вазоспазм у великих або дрібних судинах і мікросудинні дисфункції, клінічне значення яких визнається все більше. Різноманітні клінічні прояви ішемії міокарда разом підпадають під термін «хронічний коронарний синдром».
Ліквідація цих станів передбачає багатогранний підхід, коли антиангінальні препарати полегшують симптоми, індукуючи коронарну вазодилатацію (розширення судин) та змінюючи детермінанти споживання кисню міокардом, такі як частота серцевих скорочень, напруга стінки міокарда та скоротливість шлуночків. Крім того, ці препарати можуть змінювати метаболізм міокарда для полегшення ішемії шляхом підвищення ефективності використання кисню у ньому. Хоча існує консенсус щодо прогностичної важливості втручань у спосіб життя та профілактичних заходів, таких як терапія аспірином і статинами, визначення оптимального антиангінального лікування для пацієнтів із хронічним коронарним синдромом залишається менш визначеним.
Більшість людей, які страждають на стабільну стенокардію, можуть ефективно контролювати свій стан шляхом зміни способу життя, зокрема шляхом відмови від куріння та включення регулярних фізичних вправ у свій розпорядок дня. Поряд зі зміною способу життя поширеним підходом є використання антиангінальних ліків. Проте результати рандомізованих контрольованих досліджень показують, що ефективність різних антиангінальних засобів порівнянна, причому жоден із них не продемонстрував статистично значущого зниження смертності чи ризику інфаркту міокарда (ІМ). Попри це, переважаючі рекомендації схиляються до рекомендацій використання бета-блокаторів і блокаторів кальцієвих каналів.
Рекомендації Європейського товариства кардіологів (ESC) щодо лікування стабільної ішемічної хвороби серця містять чітко визначені класи рекомендацій із відповідними рівнями доказовості. Паралельно в рекомендаціях Національного інституту охорони здоров'я та догляду (NICE) для лікування стабільної стенокардії розглядається економічна ефективність у своїх рекомендаціях, позначаючи такі терміни, як терапія першої та другої лінії. Примітно, що обидва набори настанов виступають за використання низьких доз аспірину та статинів.
Ця стаття спрямована на критичний аналіз та оцінку фармакологічних рекомендацій, викладених у цих настановах щодо лікування пацієнтів зі стабільною стенокардією. Заглиблюючись у нюанси цих рекомендацій, ми прагнемо забезпечити повне розуміння обґрунтування пропонованих фармакологічних втручань при стабільній стенокардії, проливаючи світло на їхні сильні сторони та міркування в клінічній практиці.

## Політичні міркування
Рекомендації Європейського товариства кардіологів (ESC) від 2019 року пропонують персоналізований підхід, при якому антиангінальні засоби підбираються відповідно до супутніх захворювань і гемодинамічного профілю кожного пацієнта. Слід зазначити, що, хоча антиангінальні ліки не покращують виживаність, їхня ефективність у зменшенні симптомів суттєво залежить від основного механізму стенокардії.
Ключові міркування в антиангінальній терапії включають посилення постачання кисню через коронарні судини, зниження частоти серцевих скорочень, роботи міокарда та споживання кисню, а також оптимізацію енергетичної ефективності кардіоміоцитів. Незважаючи на поточні рекомендації, які рекомендують β-блокатори та блокатори кальцієвих каналів як терапію першої лінії, недостатньо доказів, що демонструють їхню перевагу над терапією засобами другої лінії.
У цьому всебічному огляді важливо підкреслити, що досі ні ліки, ні немедикаментозні втручання, які зменшують ішемію, не показали збільшення виживаності пацієнтів із хронічним коронарним синдромом.

## Приклади
Використовуються такі препарати, як нітрати, бета-блокатори або блокатори кальцієвих каналів.

### Нітрати
Нітрати викликають вазодилатацію венозних ємнісних судин шляхом стимуляції фактора релаксації, отриманого з ендотелію (EDRF). Використовується для полегшення як стенокардії фізичного навантаження, так і вазоспастичної стенокардії, сприяючи накопиченню крові у венах, знижуючи тиск у шлуночках і таким чином зменшуючи напругу в стінках і потребу серця в кисні. Нітрати короткої дії використовуються для купірування нападів стенокардії, що вже виникли, тоді як нітрати більш тривалої дії використовуються для профілактичного лікування.
Агенти включають гліцерилтринітрат (GTN), пентаеритритолтетранітрат, ізосорбіду динітрат та ізосорбіду мононітрат.

### Бета-блокатори
Бета-блокатори використовуються для профілактики стенокардії навантаження шляхом зниження потреби міокарда в кисні нижче рівня, який міг би спровокувати напад стенокардії.
Вони протипоказані при варіантній стенокардії та можуть спровокувати серцеву недостатність. Вони також протипоказані при тяжкій астмі через бронхоконстрикцію, і їх слід обережно застосовувати при діабеті, оскільки вони можуть маскувати симптоми гіпоглікемії.
Засоби включають або кардіоселективні, такі як ацебутолол або метопролол, або некардіоселективні, такі як окспренолол або соталол.

### Блокатори кальцієвих каналів
Антагоністи іонів кальцію (Ca++) або блокатори кальцієвих каналів, застосовуються при лікуванні хронічної стабільної стенокардії, а найбільш ефективно при лікуванні варіантної стенокардії (безпосередньо запобігаючи спазму коронарних судин). Вони не застосовуються при лікуванні нестабільної стенокардії.
In vitro вони розширюють коронарні та периферичні артерії та мають негативний інотропний та хронотропний ефекти — зменшують постнавантаження, покращують ефективність міокарда, зменшують частоту серцевих скорочень та покращують коронарний кровотік. In vivo розширення судин і гіпотензія викликають барорецепторний рефлекс. Таким чином їх загальний ефект — це взаємодія прямих і рефлекторних дій.
- Засоби I класу мають найсильніший негативний інотропний ефект і можуть спричинити серцеву недостатність.
- Засоби класу II не пригнічують провідність або скорочувальну здатність.
- Препарат III класу має незначний інотропний ефект і майже не викликає рефлекторної тахікардії.

Приклади включають препарати класу I (наприклад, верапаміл), агенти класу II (наприклад, амлодипін, ніфедипін) або агент класу III дилтіазем.
Ніфедипін є більш потужним вазодилататором і більш ефективним при стенокардії. Він належить до класу дигідропіридинів і не впливає на рефрактерний період провідності синоатріального вузла.